# W's

W's est un manga de Kōji Seo en 3 volumes. Il est publié au Japon chez Kōdansha entre 2000 et 2001.

## Introduction
Tsurugi, 9 ans, voit une vidéo de son défunt père gagnant Wimbledon. Ignorant jusque-là le passé sportif de son père, il se met lui aussi à jouer au tennis. Alors qu'il n'avait jamais joué avant, il se révèle très doué et progresse rapidement. Il va se faire des amis comme des rivaux dans le milieu du tennis, alors qu'un lourd secret semble peser sur son père.

## Résumé
Résumé du premier volume :
Tsurugi tombe plus ou moins par hasard sur une vidéo de son père, Juuji Okita, mort juste après sa naissance à 20 ans. Il vient de gagner Wimbledon face Tim Stelth. Après avoir vu la vidéo, la mère de Tsurugi rentre, et ce dernier préfère ne pas en parler. Ils vont ensuite aux bains publics, lieu que sa mère affectionne car lui rappelant de bons souvenirs. Ils vont tous les deux du côté des femmes alors que Tsurugi préfèrerait aller du côté des hommes. C'est là qu'il rencontre Sanada dans des circonstances plutôt embarrassantes. Le lendemain, il la croise par hasard et c'est là qu'elle lui parle d'un club de tennis dans lequel elle s'entraîne. Il décide de venir la voir, l'attrait du tennis se faisant de plus en plus pressant. Après l'entraînement, ils décident de faire une partie ensemble. C'est là que Tsurugi se révèle doué pour son premier match. Sa mère passe alors par là en compagnie du propriétaire du club qui est une ancienne connaissance. Avec quelques réticences, elle accepte qu'il entre au sein du club dès le lendemain.

Malgré un bon match pour un débutant, il perd contre Ninomiya, nouveau membre également mais expérimenté, qui le prend de haut. Il attire l'attention de Tachigami qui décide de l'entraîner en commençant à jouer contre le mur, comme son père.

Ninomiya commence à monter dans le classement alors que Tsuguri continue de jouer contre le mur et reste à la 50e place. Ninomiya apprend que Tsuguri est le fils d'un ancien champion de tennis. De son côté, Sanada se pose des questions sur le fait de pouvoir battre des garçons beaucoup plus costauds qu'elle. C'est pourquoi elle décide de demander conseil à Yuzuri, ancienne joueuse. Ne sachant pas où elle habite avec son fils, elle décide de tenter sa chance aux bains avec succès. Yuzuri amène Sanada chez elle pour lui montrer une vidéo. Là elle retrouve Tsuguri et Tachigami en train de jouer au tennis sur console. Elle leur montre donc un match de Juuji en demi-finale de Roland Garros. Alors qu'il était mené de 2 sets à rien par un adversaire avec un physique plus imposant, il est arrivé à gagner le match grâce à son esprit combatif. Tsurugi est tellement impressionné qu'il commence à douter d'arriver un jour au niveau de son père.

## Personnages
- Tsurugi Okita : Il a 9 ans et vie avec sa mère. Il n'a pas connu son père décédé alors qu'il venait de naître. Il très obstiné et se bat sur toutes balles. Il a un don inné pour le tennis.
- Juuji Okita : Père de Tsurugi, il meurt à 20 ans à la fin du match contre Tim telth. La mort subite et l'autopsie n'ayant rien trouvé d'anormal, il sera déclassé car considéré comme dopé sans preuve à l'appui mais juste des présomptions.
- Yuzuri Okita : 26 ans, mère de Tsurugi, elle aime les bains publics et est plutôt maladroite. Elle aussi a joué au tennis avant la disparition de son mari. Elle préféra ne rien dire à Tsuguri sur son père sans pour autant l'empécher d'apprendre la vérité. Elle travaille à mi-temps dans un supermarché.
- Sanada : C'est elle qui emmène Tsurugi au club de tennis, c'est une des 10 meilleurs joueurs du club.
- Shinji Ninomiya : Il arrive au club de tennis en même temps que Tsurugi mais avec un niveau déjà très élevé. Grand et plutôt arrogant, il ne considère pas Tsurugi comme un adversaire à craindre... dans un premier temps.
- Tim Stelth : Il a 16 ans quand il perd face à Juuji Okita à Wimbledon. On le retrouve 9 ans plus tard face à Tsurugi Okita.
- Tachigami : Entraîneur de Tsurugi et ancien rival de Juuji.